# Serrat de la Creu (el Pont de Bar)
El Serrat de la Creu és una serra situada al municipi del Pont de Bar a la comarca de l'Alt Urgell, amb una elevació màxima de 1.427 metres.